# مارتین پوتزه
مارتین پوتزه (انگلیسی: Martin Putze؛ زادهٔ ۱۴ ژانویهٔ ۱۹۸۵) ورزشکار بابسلد اهل آلمان است.
وی در مسابقات کشوری و بین‌المللی در مجموع برندهٔ ۴ مدال طلا، ۳ مدال نقره، ۱ مدال برنز شده‌است.